# Die sprechende Maske
Die sprechende Maske ist der neunte Kriminalroman in einer Serie von Tony Hillerman. Unter dem Titel Talking God erschien er 1989 in englischer Sprache, deutschsprachig erstmals 1990 im Thienemann-Verlag.

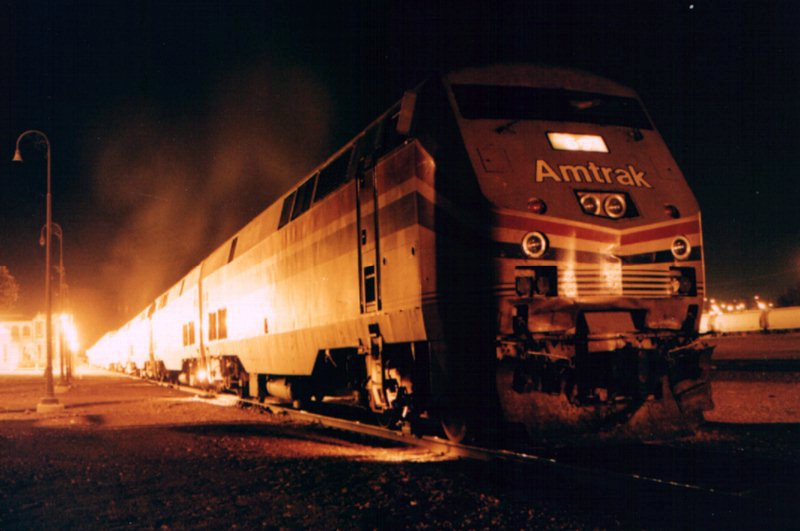
Southwest Chief

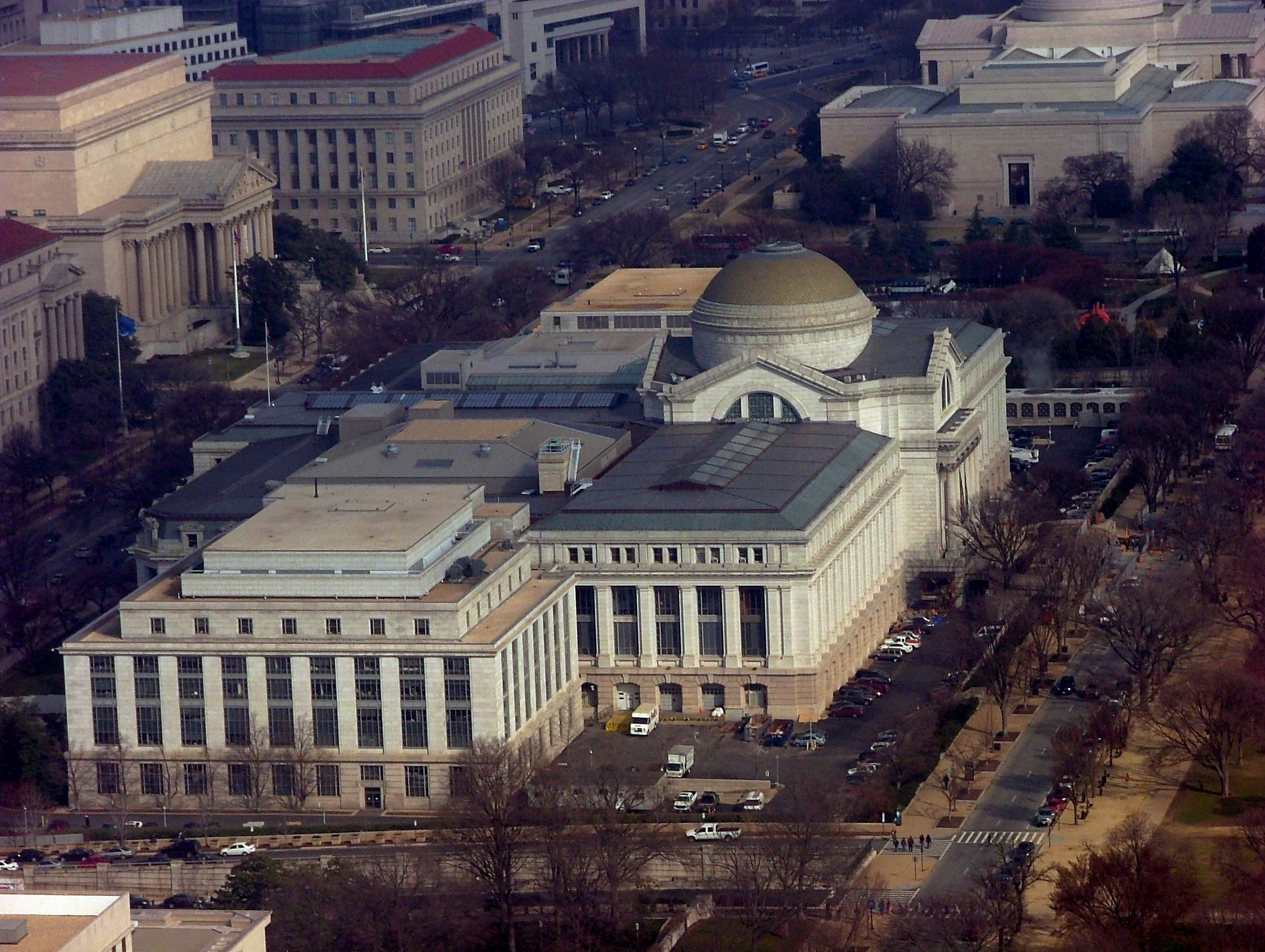
National Museum of Natural History, Washington, D.C.

## Personen
- Lieutenant (Leutnant) Joe Leaphorn, ein älterer Kollege, ebenfalls Angehöriger der Navajo. Stationiert ist er in Window Rock. Vor kurzem ist seine Frau, Emma, bei einer Operation verstorben. Das lässt ihn nach Ablenkung suchen und manchmal depressiv werden.
- Officer (Beamter) Jim Chee (Kriegername: „Tiefer Denker“), ein Angehöriger der Navajo (auch: Dinee, „Volk“). Stationiert ist er in der kleinen Siedlung Shiprock. Er ist zugleich Hatathali[Anm. 2], einer, der rituelle Gesänge beherrscht, die eingesetzt werden, wenn ein Mensch mit sich und seiner Umwelt nicht mehr im Einklang lebt und deshalb erkrankt.
- Janet Pete, Rechtsanwältin. Sie und Jim Chee sind einander nähergekommen. Janet Pete fühlt sich aber immer noch ihrem früheren Professor, John McDermott, verbunden.
- Mary Landon, die frühere Freundin von Jim Chee, hat sich entschlossen, in Wisconsin zu bleiben, Jim Chee aber will seine Navajokultur nicht verlassen. Sie erklärt die Beziehung daher für beendet.
- Jay Kennedey, FBI-Büroleiter in Gallup, NM
- Cowboy Dashee, Hilfssheriff und Freund von Jim Chee.
- Henry Highhawk, Konservator am National Museum of Natural History in Washington, D.C., hatte eine indianische Großmutter aus dem Bitter-Water-Clan, möchte gerne als Navajo anerkannt sein und kämpft mit ungewöhnlichen Mitteln für die Rechte der Indianer.
- Dr. Carolyn Hartmann, Museumskuratorin und Chefin von Highhawk.
- Leroy Fleck arbeitet als Privatdetektiv und Auftragskiller für den chilenischen Geheimdienst.
- Delmar Fleck, dessen Bruder.
- Mrs. Fleck, Mutter der beiden.
- Eddie Elkins, Kontakt von Leroy Fleck aus dem Gefängnis. Er besorgt ihm Aufträge.
- „The Client“, nennt sich auch „Stone“, Mitarbeiter des chilenischen Geheimdienstes in der Botschaft Chiles in Washington, D.C.
- Ramón Huerta Cardona, chilenischer General und Geheimdienstchef.
- Elogio Santillanes y Jiminez, führender chilenischer Linkspolitiker, der in Opposition zum Pinochetregime steht und in den USA im Exil lebt.
- Rudolfo Gomez (Alias: Santero und „Bad Hands“), ebenfalls Mitglied der Linksopposition gegen das Pinochetregime und im Exil in den USA.
- Bernard St. Germain, ein Eisenbahner.
- Mr. Dockerey, noch ein Eisenbahner, arbeitet bei Amtrak.
- Agnes Tsosie vom Bitter-Water-Clan ist tödlich an Leberkrebs erkrankt. Für sie wird ein Yeibichai, eine Heilungszeremonie, abgehalten.

## Handlung

### Die Kriminalfälle
Janet Pete arbeitet in der Anwaltskanzlei in Washington, D.C., in der auch ihr früherer Professor, John McDermott, tätig ist. Sie hat den Verdacht, dass die Kanzlei bei Immobiliengeschäften im Reservationsgebiet Unlauteres deckt.
Kurz vor seinem Urlaub muss Jim Chee noch einen Haftbefehl gegen Henry Highhawk vollstrecken. Der hat als politische Demonstration auf einem Friedhof Skelette von Weißen ausgegraben, weil Weiße das ja mit indianischen Skeletten schließlich auch tun. Dem folgenden Gerichtsverfahren hat er sich durch Flucht entzogen. In seinem Urlaub fliegt Jim Chee nach Washington, D.C., um Janet Pete zu treffen.
An der Bahnstrecke, die von Chicago nach Los Angeles führt, in einem Abschnitt, den die Santa Fe Railway betreibt, wird östlich von Gallup, NM, ein Toter neben der Strecke gefunden. Joe Leaphorn wird für die Spurensuche hinzugezogen. Ihn lässt das Problem, dass hier ein Toter nicht identifiziert werden kann, nicht los. Wie sich herausstellt, wurde der Tote aus dem Southwest Chief, dem Zug der Amtrak, der zwischen Chicago und Los Angeles verkehrt, „entsorgt“. Die Spur führt weiter nach Washington, D.C.
Leroy Fleck arbeitet in Washington, D.C., als Privatdetektiv und Auftragskiller – wie er im Laufe der Handlung feststellt – für den chilenischen Geheimdienst, der versucht, führende Oppositionelle umzubringen. Im Übrigen führt Leroy Fleck eine eigene Vendetta gegen die Welt und produziert serienweise Leichen. Aber auch die chilenische Opposition ist nicht zimperlich und versucht, Vertreter der chilenischen Regierung umzubringen.
Die Handlung konzentriert sich und kulminiert im National Museum of Natural History.

### Nebenhandlungen
Die Liebesgeschichte zwischen Jim Chee und Mary Landon, die in dem Roman Der Wind des Bösen beginnt, wird durch einen Brief von Mary Landon beendet. Am Schluss des Romans versucht sie, das wieder glatt zu bügeln. Vermutlich soll der Handlungsstrang für weitere Folgen gerettet werden.
Die Liebesgeschichte zwischen Jim Chee und Janet Pete kommt nicht so recht voran: Janet Pete fühlt sich immer noch ihrem früheren Professor, John McDermott, verbunden und arbeitet in der gleichen Anwaltskanzlei wie er, obwohl sie das Gefühl nicht los wird, von ihm benutzt zu werden.

## Kontext
Die Kriminalromane der Serie um die beiden Ermittler Joe Leaphorn und Jim Chee, zwei Polizisten der Navajo Tribal Police (Polizei der Navajo Nation Reservation), bauen sich um indianische Kultur auf. In Die sprechende Maske aber ist das anders als in den vorangegangenen Romanen: Dort wurde das Verbrechen überwiegend aus der „weißen“ Kultur in die indianische Welt hineingetragen. Die sprechende Maske aber spielt überwiegend außerhalb der indianischen Welt. Schon der erste Tote wird außerhalb der Reservation gefunden. Dann verlagert sich die Handlung ganz nach Washington, D.C. und dort zu wesentlichen Teilen in das National Museum of Natural History.
Die zentralen Verbrechen entspringen dem Kampf zwischen dem Pinochetregime und der gegen das Regime agierenden Linksopposition. Die sprechende Maske ist so ein Politthriller, kein Ethnokrimi. Die indianische Kultur wird in diesem Fall – durch die Person des Museumskonservators Henry Highhawk und die von ihm organisierte Ausstellung zur indianischen Kultur – über den museal-historischen Blickwinkel in die Handlung eingeflochten und beleuchtet.

## Ausgaben

### In Buchform
- Englischsprachige Erstausgabe: Talking God. Harper & Row, New York 1989, ISBN 0-06-016118-3
- Deutschsprachige Ausgaben: Die sprechende Maske
  - Thienemann-Verlag, Stuttgart 1990, ISBN 978-3-522-70710-7
  - Heyne Verlag, München 1992, ISBN 978-3-453-05649-7
  - Heyne-Verlag, München 1993, ISBN 978-3-453-05649-7
  - Heyne-Verlag, München 1994, ISBN 978-3-453-05649-7
  - Rowohlt-Taschenbuch-Verlag, Reinbek bei Hamburg 2001, ISBN 978-3-499-22869-8
  - Rowohlt-Verlag, Reinbek bei Hamburg 2017, ISBN 978-3-688-10142-9

### Andere Medien
- Hörbuch. Delta Music, Frechen 2007, ISBN 978-3-86538-791-2
- E-Book. Rowohlt-Verlag, Reinbek 2017, ISBN 978-3-688-10143-6